# NGC 1643
NGC 1643 é uma galáxia espiral (Sbc) localizada na direcção da constelação de Eridanus. Possui uma declinação de -05° 19' 08" e uma ascensão recta de 4 horas, 43 minutos e 43,9 segundos.
A galáxia NGC 1643 foi descoberta em 28 de Novembro de 1786 por William Herschel.